# Eugeniusz Mielcarek
Eugeniusz Stanisław Mielcarek (ur. 27 sierpnia 1941 w Warszawie) – polski działacz studencki, urzędnik państwowy i konsularny, poseł na Sejm PRL VII kadencji.

## Życiorys
Syn Stanisława i Heleny, ukończył studia w kierunku filologia polska na Uniwersytecie im. Adama Mickiewicza w Poznaniu. W 1963 wstąpił do Polskiej Zjednoczonej Partii Robotniczej. Pracował w Wojewódzkim Urzędzie Kontroli Publikacji i Widowisk w latach 1965–1967. W 1967 został wybrany na przewodniczącego Rady Okręgowej Zrzeszenia Studentów Polskich w Poznaniu, w 1968 został delegatem na V zjazd PZPR. W okresie 1973–1976 pełnił funkcję przewodniczącego Zarządu Głównego Socjalistycznego Związku Studentów Polskich. 
Na VII Zjeździe PZPR w grudniu 1975 wybrany na zastępcę członka Komitetu Centralnego PZPR (do 1980). W 1976 uzyskał mandat posła na Sejm PRL w okręgu Bydgoszcz, pełnił funkcje zastępcy przewodniczącego Komisji Kultury i Sztuki oraz Komisji Nauki i Postępu Technicznego. W 1976 został zastępcą kierownika Wydziału Kultury Komitetu Centralnego PZPR, po czym w 1980 objął stanowisko podsekretarza stanu w Ministerstwie Kultury i Sztuki. W 1983 został przeniesiony do polskiej służby zagranicznej, pełnił funkcje m.in. dyrektora Instytutu Polskiego w Sofii (1983–1987), radcy – ministra pełnomocnego w ambasadzie RP w Moskwie (1991–1996), dyrektora departamentu Europa-Wschód MSZ (1996–1998) i konsula generalnego RP w Petersburgu (2000–2005).
Został odznaczony Złotym odznaczeniem im. Janka Krasickiego, Krzyżem Kawalerskim i Oficerskim (2004) Orderu Odrodzenia Polski.
W 1969 ożenił się z Dorotą z domu Zgołą. W 2019 otrzymali Medal za Długoletnie Pożycie Małżeńskie z okazji ich 50. rocznicy ślubu.